# بيتر ريد (مسير أعمال)
بيتر ريد هو مسير أعمال كندي، ولد في 17 ديسمبر 1947.